# فوشين (جمهورية الصين الشعبية)
فوشين (بالصينية: 阜新市 )‏ هي مدينة على مستوى محافظة، في جمهورية الصين الشعبية، تتبع لياونينغ، تبلغ مساحتها 10,445 كيلومتر مربع، رمزها البريدي هو 123000.

## المناخ
يظهر الجدول التالي التغييرات المناخية على مدار السنة لفوشين:
| البيانات المناخية لـفوشين          | البيانات المناخية لـفوشين | البيانات المناخية لـفوشين | البيانات المناخية لـفوشين | البيانات المناخية لـفوشين | البيانات المناخية لـفوشين | البيانات المناخية لـفوشين | البيانات المناخية لـفوشين | البيانات المناخية لـفوشين | البيانات المناخية لـفوشين | البيانات المناخية لـفوشين | البيانات المناخية لـفوشين | البيانات المناخية لـفوشين | البيانات المناخية لـفوشين |
| الشهر                              | يناير                     | فبراير                    | مارس                      | أبريل                     | مايو                      | يونيو                     | يوليو                     | أغسطس                     | سبتمبر                    | أكتوبر                    | نوفمبر                    | ديسمبر                    | المعدل السنوي             |
| ---------------------------------- | ------------------------- | ------------------------- | ------------------------- | ------------------------- | ------------------------- | ------------------------- | ------------------------- | ------------------------- | ------------------------- | ------------------------- | ------------------------- | ------------------------- | ------------------------- |
| الدرجة القصوى °م (°ف)              | 9.3 (48.7)                | 17.6 (63.7)               | 22.8 (73.0)               | 33.2 (91.8)               | 37.5 (99.5)               | 40.6 (105.1)              | 40.9 (105.6)              | 37.1 (98.8)               | 34.7 (94.5)               | 29.6 (85.3)               | 19.8 (67.6)               | 14.0 (57.2)               | 40.9 (105.6)              |
| متوسط درجة الحرارة الكبرى °م (°ف)  | −4.0 (24.8)               | −0.1 (31.8)               | 7.2 (45.0)                | 16.9 (62.4)               | 23.7 (74.7)               | 27.9 (82.2)               | 29.5 (85.1)               | 28.6 (83.5)               | 24.1 (75.4)               | 16.2 (61.2)               | 5.9 (42.6)                | −1.5 (29.3)               | 14.5 (58.2)               |
| المتوسط اليومي °م (°ف)             | −10.6 (12.9)              | −6.9 (19.6)               | 0.6 (33.1)                | 9.9 (49.8)                | 17.0 (62.6)               | 21.8 (71.2)               | 24.3 (75.7)               | 23.0 (73.4)               | 17.1 (62.8)               | 9.0 (48.2)                | −0.5 (31.1)               | −7.9 (17.8)               | 8.1 (46.5)                |
| متوسط درجة الحرارة الصغرى °م (°ف)  | −15.9 (3.4)               | −12.4 (9.7)               | −5.4 (22.3)               | 3.3 (37.9)                | 10.5 (50.9)               | 16.2 (61.2)               | 19.9 (67.8)               | 18.2 (64.8)               | 11.0 (51.8)               | 3.1 (37.6)                | −5.6 (21.9)               | −12.8 (9.0)               | 2.5 (36.5)                |
| أدنى درجة حرارة °م (°ف)            | −26.5 (−15.7)             | −25.4 (−13.7)             | −21.0 (−5.8)              | −8.8 (16.2)               | −0.1 (31.8)               | 5.0 (41.0)                | 12.8 (55.0)               | 5.0 (41.0)                | −1.1 (30.0)               | −9.3 (15.3)               | −19.8 (−3.6)              | −27.1 (−16.8)             | −27.1 (−16.8)             |
| الهطول مم (إنش)                    | 2.5 (0.10)                | 2.6 (0.10)                | 10.0 (0.39)               | 23.8 (0.94)               | 38.9 (1.53)               | 77.4 (3.05)               | 142.9 (5.63)              | 110.4 (4.35)              | 55.3 (2.18)               | 27.1 (1.07)               | 8.5 (0.33)                | 3.3 (0.13)                | 502.7 (19.8)              |
| متوسط أيام هطول الأمطار (≥ 0.1 mm) | 2.1                       | 2.4                       | 3.6                       | 5.7                       | 7.3                       | 11.8                      | 12.5                      | 11.0                      | 6.9                       | 4.7                       | 3.1                       | 1.9                       | 73.0                      |
| المصدر: Weather China              |                           |                           |                           |                           |                           |                           |                           |                           |                           |                           |                           |                           |                           |

## التقسيمات الإدارية
- Haizhou District, Fuxin [الإنجليزية]‏
- Xinqiu District [الإنجليزية]‏
- Taiping District, Fuxin [الإنجليزية]‏
- Qinghemen District [الإنجليزية]‏
- Xihe District [الإنجليزية]‏
- Fuxin Mongol Autonomous County [الإنجليزية]‏
- Zhangwu County [الإنجليزية]‏.

## توأمة
لفوشين (جمهورية الصين الشعبية) اتفاقيات توأمة مع:
- غاري

## أعلام
- تشو قو
- تشن شياولي
- بان وي
- بانج لونغ
- تشانغ لين